# Dryopteris macarthyi
Dryopteris macarthyi là một loài dương xỉ trong họ Dryopteridaceae. Loài này được C. Chr. mô tả khoa học đầu tiên năm 1905.
Danh pháp khoa học của loài này chưa được làm sáng tỏ. 